# Mosquita muerta
Mosquita muerta es una película cómica argentina en blanco y negro estrenada el 23 de abril de 1946 dirigida y guionada por Luis César Amadori con los actores Niní Marshall, Enrique De Rosas, Francisco Charmiello, Amalia Sánchez Ariño, Pierina Dealessi y Herminia Franco en los principales papeles. 

## Sinopsis
En un internado de señoritas, una de las alumnas se resiste a la voluntad de sus tíos de casarla pues no conoce a su futuro marido. Por eso se hace pasar por una mojigata para la cual el matrimonio es mala palabra.  

## Reparto
| - Niní Marshall ... Dionisia / Madmoiselle Mosquita - Enrique De Rosas ... Mayor Aquiles Chateau Lefitte - Francisco Charmiello ... Don Serafín, organista del colegio / Sr. Floridor - Amalia Sánchez Ariño ... Eduviges Chateau Lafitte, directora del colegio - Pierina Dealessi ... Vicedirectora - Adriana Alcock - Herminia Franco ... Madmoiselle Corina - Adrián Cúneo ... Teniente Fernando de Chantilly - Julián Bourges .. Sr. Dubois - Olimpio Bobbio - Margarita Burke - Jorge Villoldo - María Ferez - Lola Márquez | - Dorita Acosta - Carmen Giménez - Francisco Bastardi - Carlos Belluci - Betty Norton - Narciso Ibáñez - Julia Sandoval - Germán Vega - Dorita Acosta - Gonzalo Palomero - Enrique de Rosas - Coreografías Lorena Scotto - Lola Márquez (no acreditada) - Warly Ceriani (no acreditado) - Jorge Villoldo (no acreditado) |

- Datos: Q6024639